# Třída Hamina
Třída Hamina je nejnovější třída raketových člunů finského námořnictva. Celkem byly postaveny čtyři jednotky této třídy. Do služby byly přijaty v letech 1998–2006. Roku 2017 byl zahájen program jejich střednědobé modernizace.

## Pozadí vzniku
Všechny čtyři jednotky této třídy postavila loděnice Aker Finnyards v Raumě. Jmenují se Hamina (80), Tornio (81), Hanko (82) a Pori (83). Do služby vstoupily v letech 1998–2006.
Jednotky třídy Hamina:
| Jméno       | Spuštěna | Vstup do služby | Status  |
| ----------- | -------- | --------------- | ------- |
| Hamina (80) | 1998     | 24. srpna 1998  | aktivní |
| Tornio (81) | 2002     | 13. května 2003 | aktivní |
| Hanko (82)  | 2005     | 22. června 2005 | aktivní |
| Pori (83)   | 2005     | 19. června 2006 | aktivní |

## Konstrukce

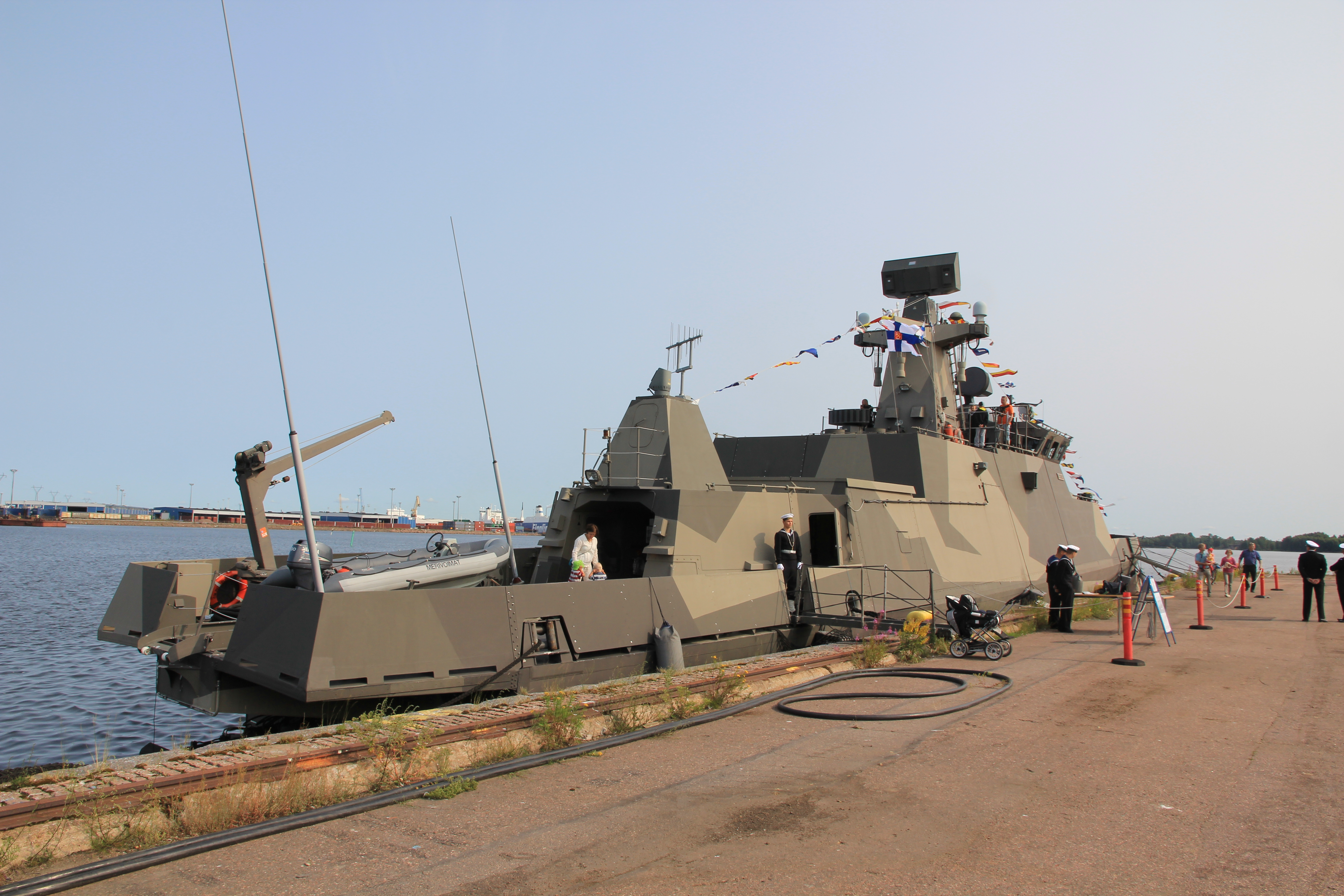
Tornio (81)

Trup člunů je z hliníku a nástavby z kompozitu. V konstrukci jsou uplatněny technologie stealth. Hlavňovou výzbroj člunů tvoří jeden 57mm kanón Bofors L/70 Mk3 v dělové věži na přídi a dva 12,7mm kulomety. K ničení lodí slouží čtyři švédské protilodní střely RBS-15 (finské označení MTO 85M) s dosahem přes 100 km. K obraně proti letadlům loď nese osm protiletadlových řízených střel krátkého dosahu Umkhonto-IR. Jejich dosah je 14 km. Pohonný systém tvoří dva diesely MTU 16V 538 TB93 a dvě vodní trysky Rolls-Royce Kamewa 90SII. Čluny jsou velmi obratné a uzpůsobené operacím v mělkých vodách. Maximální rychlost dosahuje 30 uzlů. Dosah je 500 námořních mil při 30 uzlech.

### Modernizace

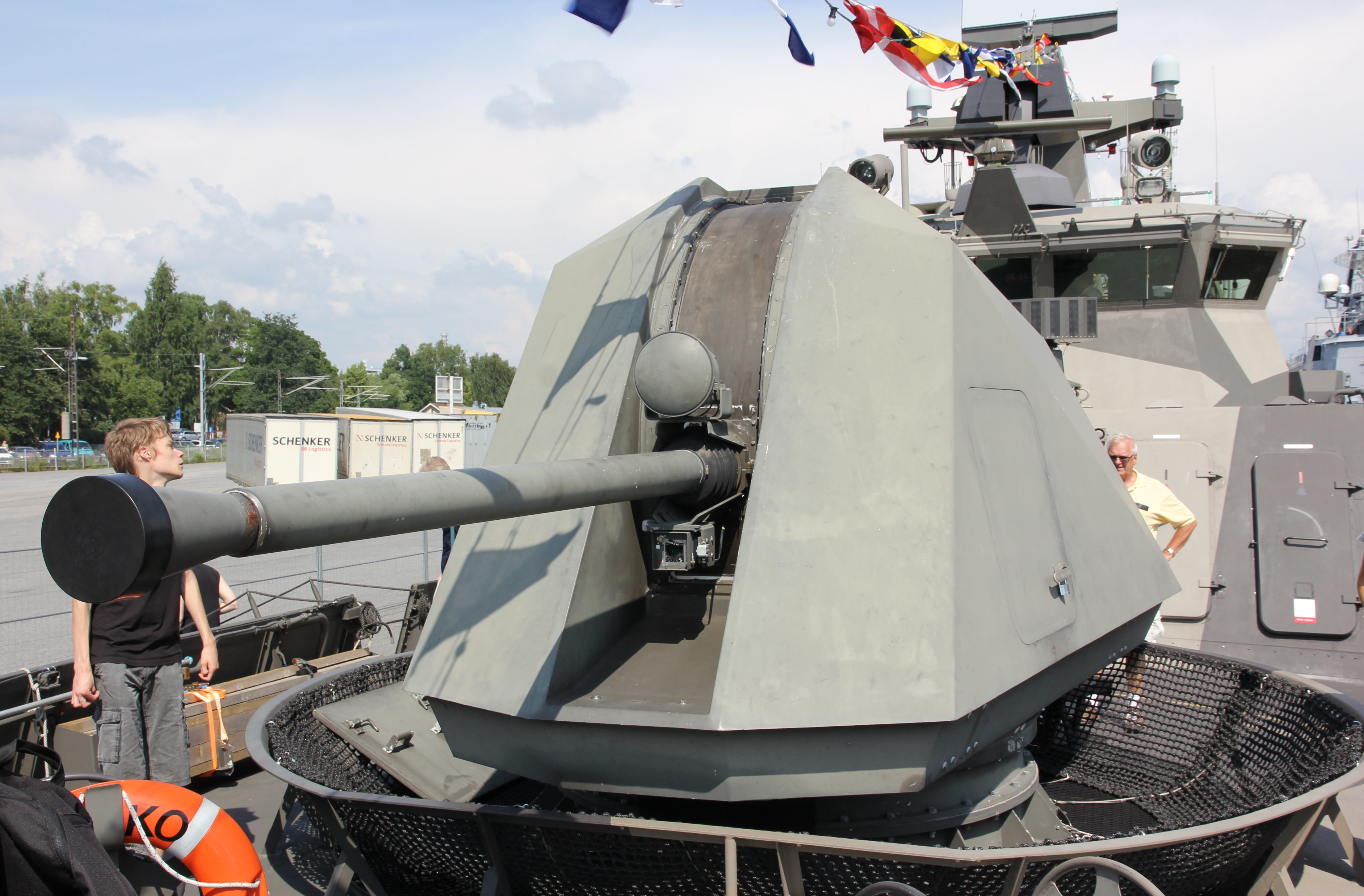
57mm kanón Bofors L/70 Mk3 na palubě Hanko (82)

V roce 2017 byl odstartován program střednědobé modernizace této třídy s cílem prodloužit jejich službu do 30. let 20. století. Hlavním realizátorem programu je společnost Patria Aviation Ltd., spolupracující se zbrojovkou Saab Dynamics. Náklady na modernizaci byly odhadovány na 223 milionů eur. Přestavba plavidel byla plánována na roky 2018–2021. Plavidla dostala bojový řídící systém Saab 9LV, nové protilodní střely izraelského typu Gabriel V (finské označení SSM2020), zbraňové stanice Saab Trackfire a jako první finské válečné lodě též lehká protiponorková torpéda Saab Tp 47. Nový sonar je typu Kongsberg ST2400 VDS. První modernizované plavidlo Tornio bylo námořnictvu předáno v lednu 2020. V dubnu 2022 začala modernizace poslední čtvrté jednotky Pori. Na konci roku 2023 byl modernizační program završen.